# Euphorbia cussonioides
Euphorbia cussonioides ist eine Pflanzenart aus der Gattung Wolfsmilch (Euphorbia) in der Familie der Wolfsmilchgewächse (Euphorbiaceae).

## Beschreibung
Die sukkulente Euphorbia cussonioides bildet wenig verzweigte Bäume bis 25 Meter Höhe aus. Die drei- bis vierkantigen Zweige stehen in Büscheln und werden 2 bis 6 Zentimeter breit. Sie sind tief geflügelt und durch Einschnürungen in bis 20 Zentimeter lange Abschnitte gegliedert. Die Kanten sind in einem Abstand von etwa 1,5 Zentimeter untereinander mit buchtigen Zähnen versehen. Die dreieckigen Dornschildchen werden bis 5 Millimeter groß. Es werden Dornen bis 2,5 Millimeter Länge und sehr kleine Nebenblattdornen ausgebildet. Die rundlichen Blätter werden bis 10 Millimeter groß.
Es werden ein bis drei einfache Cymen ausgebildet, die sich in einer waagerechten Linie an bis 3 Millimeter langen Stielen befinden. Die Cyathien werden etwa 7 Millimeter groß. Die elliptischen Nektardrüsen sind gelblich gefärbt und berühren sich fast. Die stumpf gelappte Frucht ist nahezu sitzend und wird bis 15 Millimeter groß. Der kugelförmige Samen wird 4 Millimeter groß und hat eine glatte Oberfläche.

## Verbreitung und Systematik
Euphorbia cussonioides ist in Kenia auf steinigen Hängen in immergrünen, trockenen Wäldern in Höhenlagen von 1300 bis 1800 Meter verbreitet. Die Art steht auf der Roten Liste der IUCN und gilt als vom Aussterben bedroht (Critically Endangered).
Die Erstbeschreibung der Art erfolgte 1958 durch Peter René Oscar Bally.